# Tuna gård, Botkyrka kommun
Tuna gård var en gård i Botkyrka socken och Botkyrka kommun. Gården hade anor från medeltiden och låg intill nuvarande Hågelbyleden.

## Historia
Tuna gård är omnämnd 1413, då en Mathias Laurensson med hustru pantsatte jord "i Tunom i Bothakirkio sokn" till en Henrik Babbe. Vid andra hälften av 1500-talet ägdes gården av Gabriel Kristiernsson (Oxenstierna) till Årsta gård. När han dog 1585 gick den vidare till änkan Beata Eriksdotter Trolle och sedan till sonen, landshövdingen Åke Eriksson Oxenstierna. Sonen avled ogift 1653, och gården övergick då till hans syster Kerstin Oxenstierna, gift med häradshövdingen Nils Stake. Efter deras död ärvdes Tuna av dottern Anna Stake, gift med kapten Nils Posse. På 1670-talet övergick gården genom arv till dottern Brita Posse, som var gift med överste Göran Ulfsparre. De dog barnlösa, och Tuna ärvdes av Nils Posses sonson Carl Magnus Posse, som även han dog barnlös 1715.
Posses arvingar sålde år 1732 Tuna gård till lagman Johan Gyllencreutz på Alby gård. Han avled 1737, och änkan Elisabeth Funck innehade gården till sin död 1781, då den ärvdes av sonen Tyke Gyllencreutz. Efter dennes död 1785 sålde arvingarna år 1786 Tuna till notarien J. A. Welander, som samma år överlät köpet på handlanden Olof Falk, som sedan ägde gården till 1789.
Under Tuna lydde torpet Stora Munkhättan, som låg strax norr om nuvarande Tumba station. Från Tuna köptes 1895 ett åkerområde norr om stationen av AB Separator, som lade det till Hamra gård.
Vid mitten av 1800-talet bodde på Tuna Herman Sätherbergs mor, och Sätherberg var ofta på besök på gården. Mangårdsbyggnaden brann ner på 1950-talet, och en kvarvarande flygel gjorde detsamma 1981. På platsen ligger nu Tumba brandstation.
En gata i närheten heter Tuna gårdsväg till minne av gården.

### Vidare ägarhistorik
- Kapten Carl Adolf Hartmansdorff (från 1789)
- Inspektor Jonas Hofström (från 1793)
- Kyrkvärden Erik Ersson (från 1802)
- Dennes måg, mjölnaren Pehr Jansson (från 1814)
- Dennes son, Petter Pettersson
- Hans barn, Johan Teodor, Johanna Serafia och Sofia Agneta Pettersson
- Johan Teodor Pettersson ensam (från 1849)
- Lantbrukaren Johan Vilhelm Segerdahl (från 1865)
- Lantbrukaren Johan Alfred Carlström (från 1892)
- Apotekaren Robert Luhr (från 1902)